# Miskolci Textilipari Rt.
A Miskolci Textilipari Rt. Miskolc egyik fontos, bár alig csak 25 évig működő textilgyára volt.

## Története

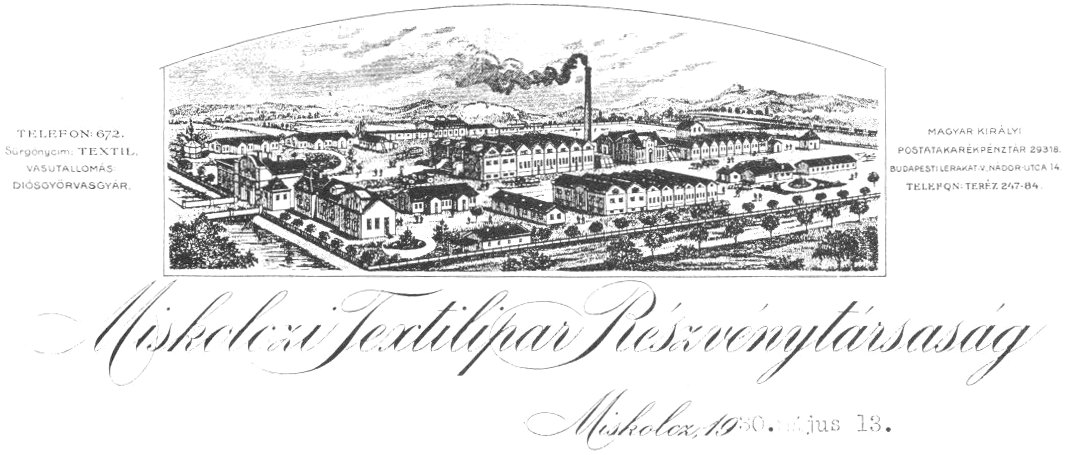
A gyár levélpapírja az üzem képével, 1930-ból

A miskolci sajtóban már 1900-ban megjelent cikk egy létesítendő szövőgyárról, de csak 1911-ben kezdte meg működését a Guttmann és Zeilendorf Kötszövő Gyár, a Zsolcai kapuban. Az üzem a korabeli Miskolc egyik legnagyobb, 1912-ben már 120 főt foglalkoztató vállalata volt. Az alapítók, az eperjesi születésű Guttmann Jenő és Zeilendorf Sándor városi támogatással valósították meg vállalkozásukat. Zeilendorfot 1914-ben behívták katonának a miskolci 10-es honvédekhez, és 1918-ban ki is lépett a cégből. A világháború után sokat foglalkozott a sajtó a gyárral, főleg a nem megfelelő munkaviszonyok miatt, de ezt a tisztiorvosi vizsgálatok cáfolták. Guttmann ezután kérte a társas cégviszony megszüntetését, és 1921-ben áthelyezte a gyárat Miskolc Diósgyőr felé eső határába.
Az új gyártelep a Felső-Kallószeren, a mai Kiss Ernő út, Szövő utca és Gábor Áron utca körüli területen épült meg, és 1922-ben kezdte meg a termelését. A cég neve Miskolci Textilipari Rt. lett, és indulásakor 800 munkást foglalkoztatott. A gyár hat kártológéppel, 11 fonógéppel, 573 kézi fonógéppel, 22 orsózógéppel, 186 motoros kötőgéppel és 11 körkötőgéppel rendelkezett. A gyár melletti, tőle délre elhelyezkedő részeken a város telekparcellázást hajtott végre, és tervei szerint lakóházakat építettek volna a gyár munkásai és a szomszédos üzemek (Miskolci Üveggyár Rt., Miskolci Gőztéglagyár és Diósgyőr-Vasgyár) dolgozói számára. A beépítendő terület 12 kataszteri holdat tett ki, és egyetlen telek sem volt 150 négyszögölnél kisebb. Időközben azonban a pénz elértéktelenedett, a textilipar válságba jutott, még a gyár léte is veszélybe került, és az építkezésből nem lett semmi. A gyár megmentése végül 1928-ban a Pénzintézeti Központ segítségével sikerült. Ez a segítség jól jött az azonnali, legsürgetőbb gondok megoldásában, de hosszútávon új megoldásra volt szükség. Mikszáth Kálmán főispán (az író fia) 1930-ban az olasz tőkét hívta segítségül, Guttmann Jenő lemondott és Budapestre költözött. 1932-re mégis töredékére esett vissza a termelés, az eredetileg közel 800-as munkáslétszám (110 férfi, 688 nő) 120 főre csökkent. A gyár végül az év végén leállt, vagyona egy debreceni tőkés csoport kezébe került. Ezek Mátrai Textilipar Kft. néven indították el a munkát, 52 munkással. 1934. február 1-jén azonban végleg megpecsételődött a gyár sorsa: éjszaka a raktárt és két műhelyt tartalmazó épületben tűz keletkezett (az előzményekhez tartozik, hogy már előző nap volt kisebb tűz: a gyapjútépő gép hengereire akadt gyapjúcsomók közé vasforgács került, és a keletkező szikrák miatt a gyapjúpor tüzet fogott, de ezt a munkásnők még eloltották), a fonoda és a szövöde megsemmisült, de a kötöde viszonylag épen maradt. Az oltásra érkező miskolci és vasgyári tűzoltók alig tudták ellátni munkájukat, mert nem volt elérhető víz a közelben, a februári fagyban a tűzcsapok befagytak. A tűz okozta kár mintegy 300 000 pengő volt, és ezt a kárt már nem tudta kiheverni az üzem. 1936-ban lebontották a gyár épületeit, felparcellázták a területet és a következő évben beépítették lakásokkal.